# Gwen Sterry
Gwenneth Reinagle Sterry, detta Gwen (Surray, 1905 – 1987), è stata una tennista britannica, che partecipò per otto volte del torneo di Wimbledon.
Gwen Sterry era figlia d'arte: sua madre era Charlotte Cooper, la prima campionessa olimpica del tennis e pluricampionessa di Wimbledon, mentre il padre, Alfred Sterry, era tennista dilettante e presidente della Lawn Tennis Association.
Della sua carriera agonistica si segnala la partecipazione agli US Open del 1927, dove fu eliminata al terzo turno, e la convocazione nella squadra britannica impegnata nella Wightman Cup.